# Pieszycki Potok
Pieszycki Potok (Kamionka) (niem.  Peterswaldauer Wasser ) – potok górski w Polsce w woj.dolnośląskim w Sudetach Środkowych, w Górach Sowich i na Przedgórzu Sudeckim. 

## Opis
Górski potok, IV rzędu o długości około 13,9 km,lewy dopływ Piławy, należący do dorzecza Odry, zlewiska Morza Bałtyckiego. W części źródliskowej tworzy go kilkanaście, drobnych potoków wachlarzowato rozmieszczonych na zboczach Gór Sowich, których źródła położone są na terenie Parku Krajobrazowego Gór Sowich w lasach bukowych regla dolnego na wysokości 800 – 900 m. Za główny ciek źródliskowy uważa się potok wypływający ze źródła położonego na wysokości około 930 m n.p.m. na wschodnim zboczu Wielkiej Sowy. Źródło drugiego potoku położone jest na wysokości około 830 m n.p.m., na północno-wschodnim zboczu Wielkiej Sowy, źródło trzeciego położone jest na wysokości około 865 m n.p.m., na południowo-wschodnim zboczu Koziej Równi' najbardziej wysunięte na wschód są źródła czwartego potoku położone na wysokości ok. 865 m n.p.m. pomiędzy Słoneczną a Rymarzem po północnej stronie przełęczy Zimna Polana. Wszystkie cztery potoki spływają w kierunku północno-wschodnim zalesionymi, stromymi, wąskimi, krętymi i głęboko wciętymi w zbocza konsekwentnymi dolinami. Na wysokości 420 - 460 m n.p.m., potoki opuszczają obszar Parku Krajobrazowego i wpływają na otwarty teren do miejscowości Kamionki. Wszystkie źródliskowe potoki łączą się w jeden potok powyżej Kamionek na wysokości od 450 do 520 m n.p.m. W rejonie miejscowości Kamionki w strefie źródliskowej potoku Pieszyckiego odsłaniają się skały osadowe wieku karbońskiego reprezentowane głównie przez zlepieńce kwarcowe rzadziej, szarogłazy oraz brekcje i zlepieńce gnejsowe. W głęboko wciętych potokach obserwuje się też żwiry tarasów oraz towarzyszące im rumosze skalne silnie zaglinione. U północno-wschodniego podnóża Gór Sowich, na linii sudeckiego uskoku brzeżnego na wysokości 400 m n.p.m., potok opuszcza Dolinę Kamionkowską i wpływa na otwarty teren Obniżenia Podsudeckiego, gdzie płynie przez Pieszyce w kierunku północno-wschodnim. W środkowym i dolnym biegu potok płynie rozległą równiną przez tereny gęsto zabudowane, wzdłuż asfaltowej drogi oraz przez łąki i pola uprawne. Potok przed ujściem przecina linię kolejową między Dzierżoniowem a Świdnicą i płynąc wśród rozproszonej zabudowy Dzierżoniowa uchodzi do Piławy na wysokości około 255 m n.p.m. Zasadniczy kierunek biegu potoku jest północno-wschodni. Jest to potok górski odwadniający północno-zachodni fragment zboczy Gór Sowich między Wielką Sową a Słoneczną. Potok w górnym biegu ma charakter dziki, a w środkowym i dolnym biegu częściowo uregulowany.
W górnym biegu potoków wypływających spod Zimnej Polany i Wielkiej Sowy, na obrzeżu Kamionek, wykonano ujęcia wody pitnej dla Pieszyc i Dzierżoniowa. Rejon ujęć wody należy do bardzo malowniczych zakątków Gór Sowich ze względu na liczne okazałe skałki i mały wodospad na Kamionce.

## Inne
- Na długim odcinku rzeki obficie występują stanowiska niecierpka gruczołowatego (Impatiens glandulifera) – rośliny inwazyjnej
- Potok w przeszłości nosił nazwę: Peterswaldauer Wasser, Potok Pieszycki, Kamionek, Kamionka.

## Dopływy
- Dopływy potoku stanowią strumienie i potoki bez nazwy, w większości mające źródła na zboczach Gór Sowich otaczających Dolinę Kamionkowską.

## Miejscowości położone nad potokiem
- Kamionki, Pieszyce, Dzierżoniów.